# Julien Pierre Anne Lalande
Julien Pierre Anne Lalande (Le Mans, 13 gennaio 1787 – Parigi, 19 maggio 1844) è stato un politico, ufficiale della Marina francese.
Divenne uno degli attori principali nella crisi orientale del 1840 quando lo squadrone francese del Levante non fermò l'ottomano Kapudan Pasha (grande ammiraglio) Ahmed Fawzi Pasha che disertò con l'intera flotta ottomana al nemico del sultano Muhammad Ali d'Egitto ( "Affare Lalande").
La Gran Bretagna e la Russia hanno sostenuto il sultano ottomano e hanno formato un'alleanza con l'Austria e la Prussia contro l'Egitto (Convenzione di Londra). La Francia era politicamente isolata e, poiché era minacciata da una coalizione di tutti i suoi ex nemici, la Francia scelse di non intervenire quando le forze navali e di fanteria britanniche e austriache attaccarono Beirut e Acri controllati dagli egiziani. Il contrammiraglio Lalande, tuttavia, offrì al suo primo ministro Adolphe Thiers e al suo re Luigi Filippo I un piano per fermare la flotta russa del Mar Nero occupando alcuni forti dei Dardanelli, per attaccare e catturare o distruggere la Royal Navy Levant Squadron e per usare l'Egitto -Flotta ottomana per il trasporto di truppe francesi per un'invasione in Irlanda. Lalande fu richiamato a Tolone e rimosso dal suo comando.
Dopo che Thiers fu sostituito da François Guizot, Lalande divenne deputato dell'Assemblea nazionale francese dal 1840 al 1842 e sostenne la politica di Guizot.